# منتخب سان مارينو تحت 19 سنة لكرة القدم
منتخب سان مارينو تحت 19 سنة لكرة القدم (باليونانية: Εθνική Αγίου Μαρίνου U19)‏ هو ممثل سان مارينو الرسمي في المنافسات الدولية في كرة القدم في فئة كرة قدم للرجال تحت 19 سنة، يديريه اتحاد سان مارينو لكرة القدم.